# Bahnhof Takaoka
Takaoka (jap. 高岡駅, Takaoka-eki) ist ein Bahnhof der West Japan Railway Company (JR West) und der Ainokaze Toyama Tetsudō in der Stadt Takaoka (Präfektur Toyama, japanische Insel Honshū). Er befindet sich am Kreuzungspunkt der Ainokaze-Toyama-Bahnlinie (ehemals Hokuriku-Hauptlinie) mit der Jōhana-Linie und der Himi-Linie. Seit Eröffnung des Hokuriku-Shinkansen im Jahr 2015 verkehren Fernzüge nur noch von dem ca. 1,6 km südlicher gelegenen Bahnhof Shin-Takaoka.

## Weiteres
Über die Jōhana-Linie und Himi-Linie verkehrt an Wochenenden auch der Ausflugszug Belles montagnes et mer.